# امبوتریکس
امبوتریکس (به فرانسوی: Ambutrix) یک کمون در فرانسه است که در Canton of Lagnieu واقع شده‌است.

## خصوصیات
امبوتریکس ۵٫۲۲ کیلومترمربع مساحت و ۶۶۰ نفر جمعیت دارد و ۲۵۴ متر بالاتر از سطح دریا واقع شده‌است.